# 榜眼
榜眼是中国、朝鮮、越南科举制度中在殿試中，取得進士第二名的名稱，與第一名状元，第三名探花合稱“三鼎甲”。
榜眼其名始於北宋初年，王禹偁有《送第三人朱嚴先輩從事和州》詩：“貨船東下歷陽湖，榜眼科名釋褐初。”又據《宋史·陳若拙傳》：“若拙，字敏之……太平興國五年，進士甲科……若拙多誕妄，寡學術，當時以第二人及第者為榜眼，若拙素無文，故目為‘瞎榜’云”。
初時第一名稱狀元，第二、三名俱稱為榜眼；意思是第二、三名分立狀元左右，如其兩眼。元朝高则诚《琵琶记》中已有榜眼、探花之名，一說是明太祖所定。
榜眼這名稱跟狀元、探花一樣，其實都是社會上習慣使用。在正式發放的金榜之上，只會稱進士一甲第一名，一甲第二名，一甲第三名。

## 参見
- 清朝榜眼列表